# The Simpsons Theme
 (avril 2025).
Si vous disposez d'ouvrages ou d'articles de référence ou si vous connaissez des sites web de qualité traitant du thème abordé ici, merci de compléter l'article en donnant les références utiles à sa vérifiabilité et en les liant à la section « Notes et références ».

The Simpsons Theme est un single du groupe de punk rock californien Green Day sorti le 24 juillet 2007. Cette chanson reprend le thème d'ouverture de la fameuse série télévisée américaine Les Simpson. Il a atteint dans de nombreux pays de hautes places dans les charts, la 106e sur le Billboard Hot 100 (USA), la 19e sur le UK Singles Chart, et la 16e sur le top des téléchargements au Royaume-Uni.
Cette reprise de Green Day a été initialement réalisée dans le cadre du film Les Simpson. On voit en effet tout au début du film les membres du groupe « simpsonisés » jouant le Simpsons Theme sur une barge sur le lac de Springfield. Cependant, la barge fond, le groupe prend des violons et joue en coulant dans le lac acide. Plus tard dans le film, une messe en leur honneur est donnée par le révérend Lovejoy, sur une version funèbre de la chanson American Idiot.